# Zarqaraneidae
Zarqaraneidae Wunderlich, 2008 è una famiglia estinta di ragni appartenente all'infraordine Araneomorphae.

## Distribuzione e habitat
Si tratta di una delle famiglie di ragni più diversificate e certamente la più diversificata tra quelle appartenenti alla superfamiglia degli araneoidea e rinvenute nella burmite dell'era mesozoica. 
Il periodo del suo gruppo stelo può essere il Triassico, o anche il Giurassico, mentre il periodo del suo gruppo corona può essere considerato il medio-Cretacico.
I campioni scoperti hanno permesso di stabilire che questa famiglia di ragni fu presente sulla Terra perlomeno per circa 20 milioni di anni, dai 113 ai 93,5 milioni di anni fa, in uno spettro di anni che va quindi dal Cretacico inferiore (in particolare dal piano Albiano) a quello superiore (in particolare al piano Turoniano). Tutti gli esemplari sono stati rinvenuti all'interno di blocchi di ambra proveniente in particolare dalla Giordania, quelli risalenti al Cretacico inferiore, dal Myanmar, quelli risalenti al medio-Cretacico, e dalla Vandea, nella Francia nord-occidentale, quelli risalenti al Cretacico superiore.

## Caratteristiche
Negli individui maschili, i bulbi dei pedipalpi, estremamente elaborati come in tutti i ragni della sezione Entelegynae, hanno un paracymbium grosso ed eretto e un tegulum recante complicate scleriti inclusa un'apofisi mediana e un embolo solitamente lungo, mentre gli esemplari femminili hanno un epigino fortemente sclerotizzato, sporgente e, perlomeno in alcuni taxa, dotato di scapo.
 Si ritiene che nessuno degli individui appartenenti a questa famiglia fosse capace di autotomia delle zampe.

## Tassonomia
Inizialmente inclusa nella famiglia dei Protheridiidae come tribù dei Zarqaraneini (il cui nome deriva da quello del fiume giordano Zarqa) da Jörg Wunderlich nel 2008, la famiglia dei Zarqaraneidae è stata poi ribattezzata ed elevata a famiglia sempre da Wunderlich nel 2018.

Secondo il World Spider Catalog, i generi appartenenti a questa famiglia sono:
- † Alteraraneus Wunderlich, 2018
- † Burmaforceps Wunderlich, 2018
- † Converszarqaraneus Wunderlich, 2018
- † Cornicaraneus Wunderlich, 2018
- † Crassitibia Wunderlich, 2015
- † Curvitibia Wunderlich, 2015
- † Groehnianus Wunderlich, 2015
- † Hypotheridiosoma Wunderlich, 2012
- † Microproxiaraneus Wunderlich, 2018
- † Parvispina Wunderlich, 2015
- † Paurospina Wunderlich, 2018
- † Proxiaraneus Wunderlich, 2018
- † Ramozarqaraneus Wunderlich, 2018
- † Spinicymbium Wunderlich, 2018
- † Zarqaraneus Wunderlich, 2008